# نازباتلاقی
ناز باتلاقی (نام علمی: Bacopa) نام یک سرده از تیره بارهنگیان است.